# Katarzyna Kryczało
Katarzyna Kryczało, née le 25 décembre 1984, est une escrimeuse polonaise, pratiquant le fleuret.

## Palmarès

### Championnats du monde
- 2010 à Paris,  France
  -  Médaille d'argent en fleuret par équipe
- 2007 à Saint-Pétersbourg,  Russie
  -  Médaille d'or en fleuret par équipes